# Nannoscincus rankini
Espèce
Statut de conservation UICN

 VU D2 : Vulnérable
Nannoscincus rankini est une espèce de sauriens de la famille des Scincidae.

## Répartition
Cette espèce est endémique de Nouvelle-Calédonie. Elle se rencontre au-dessus de 900 m d'altitude sur le mont Aoupinié.

## Étymologie
Cette espèce est nommée en l'honneur de l'herpétologiste australien Peter Rankin,.

### Publication originale
- Sadlier, 1987 : A review of the scincid lizards of New Caledonia. Records of the Australian Museum, vol. 39, no 1, p. 1-66 (texte intégral).